# Dư Thị Hoàn
Dư Thị Hoàn (tên thật Vương Oanh Nhi, sinh năm 1947 tại Hải Phòng) là một nhà thơ Việt Nam. Bà nổi tiếng trên thi đàn cuối thập niên 80 với tập thơ đầu tay do Hội văn học nghệ thuật Hải Phòng xuất bản.

## Tiểu sử
Dư Thị Hoàn tên thật là Vương Oanh Nhi, sinh năm 1947 tại Hải Phòng, người gốc Hoa. Cha của bà là chủ bút tạp chí Cương Phong, tạp chí hải ngoại duy nhất của Trung Hoa ở Đông Nam Á, đóng tại Hải Phòng dưới thời Pháp thuộc. Gia đình sống trong khu tòa soạn của tạp chí, với điều kiện sống tốt hơn nhiều người bản xứ. Năm 1955, Hải Phòng được tiếp quản. Chính sách của nhà nước với Hoa kiều khiến gia đình khó khăn và dần sa sút.
Học hết trung học, Vương Oanh Nhi thi đại học đạt điểm cao nhưng không được vào đại học vì lý lịch gia đình. Bà đi làm công nhân xưởng đóng tàu, đứng máy tiện. Bà là một công nhân lành nghề, được tuyên dương và được đi học hàm thụ.
Sau Chiến tranh biên giới Việt-Trung 1979, làn sóng bài Hoa đẩy gia đình Vương Oanh Nhi vào hoàn cảnh ngặt nghèo. Bà không được làm công nhân nữa, phải buôn thúng bán mẹt, chạy chợ, làm đủ nghề để kiếm sống, nuôi con. Trong những tháng ngày khó khăn đó, bà bị stress nặng đến mức phải vào bệnh viện tâm thần và liên tục phải dùng thuốc ngủ, thuốc an thần.
Nhờ có ý chí vươn lên, bà vượt qua được những khó khăn. Từ công việc chạy chợ, dần dần bà trở thành đại diện các doanh nghiệp Hồng Kông và Đài Loan nhập cảnh và quá cảnh hàng hóa qua cảng Hải Phòng. Công ty Huệ Hoa của bà ở Hải Phòng làm ăn phát đạt. Những năm cuối thế kỷ 20, thương gia Vương Oanh Nhi là một gương mặt thành đạt ở đất Cảng.

## Sự nghiệp thơ ca
Năm 1987, Dư Thị Hoàn xuất hiện ở làng văn khá muộn ở độ tuổi 40. Về bút danh Dư Thị Hoàn, như bà cho biết, Hoàn là đảo tự của Oanh và có nghĩa là "cái Oanh thừa". Nhà thơ Trinh Đường là người phát hiện ra tài năng thơ của bà. Ông chép lại thơ, sau đó gửi tới nhà thơ Trần Ninh Hồ. Thời ấy hầu như các nhà thơ danh tiếng chỉ được in mỗi lần một bài trên báo Văn nghệ. Nhà thơ lão thành mới có thể in nổi một chùm thơ. Báo Văn nghệ phá lệ, cho in liền một lúc ba bài thơ của bà. Tiếp đó nhiều báo in thơ của bà. Năm 1988 Dư Thị Hoàn cho ra mắt tập thơ đầu tiên Lối nhỏ, nhanh chóng trở thành hiện tượng trên văn đàn Việt Nam.
Năm 1989, Nguyễn Đăng Mạnh tổ chức hội thảo "Thời sự văn học" tại Trường Đại học Sư phạm Hà Nội giới thiệu các tác giả mới là Dư Thị Hoàn cùng Nguyễn Huy Thiệp và Phạm Thị Hoài. Sau đó bà còn có những buổi đọc thơ ở Trường Đại học Tổng hợp Hà Nội.
Dư Thị Hoàn có thời gian làm Trưởng chi hội Thơ, Hội phó Hội văn nghệ Hải Phòng, ủy viên ban chấp hành Hội Liên hiệp Văn học nghệ thuật Hải Phòng. Trong thời kỳ lãnh đạo của bà, đã diễn ra những sự kiện văn nghệ chưa từng có ở Hải Phòng.
Bà còn có bút danh khi dịch thuật là Nữ Lang Trung.
Khi Dư Thị Hoàn quyết định lên Đà Lạt đi tu, ở ẩn, bà giao toàn bộ tài sản cho con cái, bán một nửa bộ sưu tập ấm trà cá nhân lấy tiền mua đất và nhà sàn. Hiện hai vợ chồng bà sống cuộc sống ẩn cư ở làng Cù Lần, Đà Lạt và rất ít giao tiếp văn chương.

## Tác phẩm

### Tập thơ
- Lối nhỏ, Hội Văn học nghệ thuật Hải Phòng, Hải Phòng, 1988[9]
- Bài mẫu giáo sáng thế, NXB Hội nhà văn, Hà Nội, 1993[10]
- Du nữ ngâm, đăng trên Internet, 2006[11]

### Tập thơ in chung
- Đối thoại với trái tim, Trường viết văn Nguyễn Du, 1992[12]
- Tuyển tập Thơ Hải Phòng (1987-1993), NXB Hải Phòng, Hải Phòng, 1993[13]
- Thơ tình các tác giả nữ, NXB Thanh niên, Hà Nội, 2000[14]

### Tác phẩm khác
- Nhà văn Hải Phòng chân dung và tác phẩm, nhiều tác giả, NXB Hội nhà văn, Hà Nội, 2000[15]

### Dịch phẩm
- Người Trung Quốc xấu lậu, Bách Dương, Nữ Lang Trung dịch, NXB Giấy Vụn, 2013[16]

## Đánh giá
Dư Thị Hoàn được đánh giá là một trong những cây bút nữ tiêu biểu trong giai đoạn đổi mới của văn học Việt Nam, một trong những nhà thơ tiên phong trong thời kỳ đầu đổi mới, ít chịu sự ràng buộc truyền thống và có tinh thần cách tân mạnh bạo hơn các nhà thơ giai đoạn trước. Bà là một nhà thơ nữ có cá tính, viết nhiều về nỗi đau, sự cô đơn của thân phận đàn bà. Tiếng thơ Dư Thị Hoàn đã trở thành một hiện tượng trong thơ Việt đương đại.

## Đời tư
Năm 1968, khi 21 tuổi bà lập gia đình. Chồng bà hơn bà 9 tuổi, tên Trọng dạy văn học Việt trong trường người Hoa. Nhờ ông, bà biết về văn học Việt Nam. Sau đó ông chuyển nghề, trở thành nhà thơ với bút danh Trịnh Hoài Giang.
Ông bà có hai người con trai, con trai cả là nghệ sĩ guitar Trịnh Thi Giang.